# جان کالینز (کوکتل)
جان کالینز یک نوشیدنی طولانی(به دلیل بلند بودن لیوان نوشیدنی) از جین خشک لندن ، آب لیمو ، شکر و آب گازدار است که در سال ۱۸۶۸ ساخته شد، اما ممکن است قدیمی‌تر باشد. اعتقاد بر این است که منشأ نام آن از یک پیشخدمت به این نام که در خانه قدیمی لیمر در خیابان کاندویت در مایفر کار می کرد، که یک هتل و قهوه خانه محبوب لندن در حدود ۱۷۹۰-۱۸۱۷ بود گرفته شده است. 
جان کالینز یک کوکتل طولانی است (به دلیل بلند بودن لیوان نوشیدنی) این نوشیدنی با یخ هم زده شده و روی آن نوشابه ریخته می‌شود.
از جین خشک لندن ، آب لیمو ، شکر و آب گازدار تهیه شده است. دستور العملی برای ساخت این کوکتل‌ در کتاب راهنمای مباشر و بارکیپر در سال ۱۸۶۹ آمده است.